# Libnotes suttoni
Libnotes suttoni là một loài ruồi trong họ Limoniidae. Chúng phân bố ở miền Australasia.